# Не погрожуй Південному Централу, попиваючи сік у своєму кварталі
«Не погрожуй Південному Централу, попиваючи сік у своєму кварталі» (англ. Don't Be a Menace to South Central While Drinking Your Juice in the Hood) — кінофільм США 1996, що носить сатиричний та пародійний характер. Пародійність в основному спрямована на фільми: «Хлопці по сусідству» 1991р. (Джорджа Сінглтона) і Загроза суспільству 1993 року (Альберта і Аллена Г'юзів)[джерело?].
Не рекомендується перегляд дітям і підліткам молодше 16 років.

## Теглайн
Кожен середньостатистичний чорношкірий чоловік зобов'язаний хоча б раз подивитися цей фільм про життя в негритянському кварталі. Кожен десятий з них буде застрелений у кінотеатрі під час перегляду ...

## Сюжет
В основі фільму — життя молодих афроамериканців в чорному американському гетто. У пародійній формі обіграються теми расизму, смертності, злочинності, розмноження, сексу і наркотиків в американських «чорних» кварталах.
Молодий афроамериканець на прізвисько Попільничка переїжджає до Лос-Анджелеса до свого батька. Попільничка пишається тим, що вони з батьком виглядають однолітками, це, на його думку, «дуже круто». А ще він старше свого тата на три роки. Пишається він і своєю бабусею, яка у свої-то похилі роки покурює і не соромиться міцних слівець. Незабаром Попільничка знайомиться зі своїм кузеном на прізвисько Ланцюговий Пес (Lock Dog). Цей хлопець - гангстер, в його особистому арсеналі не тільки пістолети й автомат, але і ядерна боєголовка радянського виробництва - «для самозахисту».
Попільничка повинен вибрати свій подальший шлях у житті: він може бути «просто хорошим чорношкірим» або стати «небезпечним чорношкірим», приєднавшись до банди свого кузена.

## У фільмі знімались
- Шон Вейанс
- Марлон Вейанс
- Трейсі Черелл Джонс
- Кріс Спенсер
- Сулі МакКалло
- Даррел Хіт
- Хелен Мартін
- Айзіа Барнс
- Ламард Дж. Тейт
- Кінен Айворі Веянс
- Омар Еппс
- Берні Мак